# The Lord of the Rings: The Hunt for Gollum
The Lord of the Rings: The Hunt for Gollum (traducido en español: El Señor de los Anillos: La Caza de Gollum) es una próxima película de fantasía de 2027 dirigida por Andy Serkis a partir de un guion de Fran Walsh, Philippa Boyens, Phoebe Gittins y Arty Papageorgiou, basada en personajes creados por J. R. R. Tolkien. Ampliandode El Señor de los Anillos (2001-2003) y El Hobbit (2012-2014) del productor Peter Jackson, sigue al personaje Gollum durante los eventos de la película El Señor de los Anillos: La Comunidad del Anillo (2001). Serkis repite su papel como Gollum de las películas anteriores. Presentada por New Line Cinema, se produce en asociación con WingNut Films.
El desarrollo de nuevas películas basadas en los apéndices de la novela de Tolkien, El Señor de los Anillos (1954-1955), se anunció en febrero de 2023, con el regreso de Jackson y el equipo responsable de las películas anteriores. El título provisional de la película y los papeles de Serkis como director y protagonista se revelaron en mayo de 2024. Para entonces, la escritura ya había comenzado, y la producción se centraría en Wellington, Nueva Zelanda, al igual que en las películas anteriores. El rodaje está previsto para principios o mediados de 2026.
The Lord of the Rings: The Hunt for Gollum se estrenará en cines por Warner Bros. Pictures en Estados Unidos el 17 de diciembre de 2027.

## Premisa
La Caza de Gollum se ambienta durante los acontecimientos de la película El Señor de los Anillos: La Comunidad del Anillo (2001), entre la fiesta de cumpleaños de Bilbo Bolsón y la entrada de la Compañía del Anillo en las Minas de Moria. Presenta al magoGandalf enviando al explorador Aragorn a cazar a la criatura Gollum. La película está narrada desde la perspectiva de Gollum. 

## Reparto
- Andy Serkis como Gollum:

Una criatura desdichada , similar a un hobbit, cuya mente está envenenada por el Anillo Único.  Al igual que en las trilogías cinematográficas de El Señor de los Anillos (2001-2003) y El Hobbit (2012-2014), Serkis interpreta al personaje mediante captura de movimiento .  No necesitó practicar la distintiva voz de Gollum porque «nunca me abandonó... [el personaje] es parte indeleble de mi personalidad ahora». Serkis estaba entusiasmado por explorar más a fondo el personaje como actor y como director de la película.
- Aragorn: Un explorador y heredero del trono de Gondor que caza para Gollum
- Gandalf el Gris: Un mago errante que envía a Aragorn a cazar a Gollum
- Frodo Bolsón: El hobbit protagonista de El Señor de los Anillos, aparecerá en la película[6]

## Estreno
The Lord of the Rings: The Hunt for Gollum se estrenará en cines por Warner Bros. Pictures en Estados Unidos el 17 de diciembre de 2027. 